# Derby Museum and Art Gallery

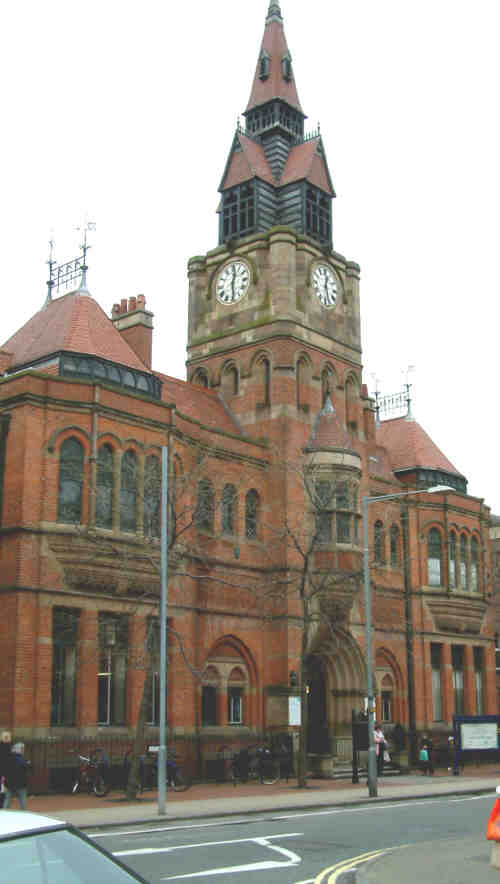
Edifici del Derby Museum and Art Gallery

El Derby Museum and Art Gallery és un museu històric de la ciutat de Derby (Anglaterra). Es va establir, juntament amb la Biblioteca Central de Derby (Derby Central Library), l'any 1879 en un edifici nou dissenyat per Richard Knill Freeman i donat a Derby per Michael Thomas Bass. El museu exposa peces de geologia, art decoratiu, pintura, història militar i natural; Hi destaquen les porcellanes dels segles xviii i xix, fets per la Royal Crown Derby, i per les pintures de Joseph Wright, que es distingeix per ser "el primer pintor professional a plasmar l'esperit de la revolució Industrial." La galeria d'art va obrir les portes el 1882.

## Història
L'origen del museu se situa en la formació de Derby Town and County Museum and Natural History Society el 10 de febrer de 1836. La societat es trobava al Full Street Public Baths i era una societat privada finançada per les quotes de socis dels seus membres. Les primeres col·leccions provenien inicialment del Dr Forrester qui havia estat president de la Derby Philosophical Society. El patró de la societat del Museu va ser William Cavendish, 6è duc de Devonshire, i el president va ser el Sir George Harpur Crewe que era una naturalista entusiasta. El coronel George Gawler va aportar al museu una col·lecció de minerals i d'ocells exòtics dissecats com l'albatros, de la seva època com a governador de l'Austràlia Meridional. El 1839 l'institut de mecànica va albergar una exposició que comptava amb la col·lecció de Joseph Strutt; moltes d'aquestes peces es van afegir posteriorment a la col·lecció del museu. La societat va ser traslladada el 1840 a l'Ateneu de Victoria Street. El 1856 la col·lecció va seguir creixent i la societat de la mà de William Mundy va oferir incorporar la col·lecció a la ciutat, però la rebutjaren.
El 1857, Llewellyn Jewitt va prendre possessió del càrrec de secretari i el museu va començar a obrir les portes al públic general els dissabte al matí. El 1858 la Derby Philosophical Society es va traslladar a una casa de Wardwick a Derby i que va passar a ser coneguda com la Derby Town and County Museum and the Natural History Society. Aquesta mesura comptava amb els 4.000 volums de la biblioteca de la societat, amb aparells matemàtics i científics i amb la seva col·lecció de fòssils. El 1863 el botànic Alexander Croal es va convertir en el primer bibliotecari i conversador, i l'any següent, el museu i la biblioteca es van unir. Croall va deixar el càrrec el 1875 per passar a ocupar el càrrec de comissari del Smith Institute in Stirling.
Finalment, el Derby Town and County Museum' va ser transferit el 1870 a la Derby Corporation, però va topar amb dificultats per trobar un espai permanent per mostrar les col·leccions. Després de tres anys posant en ordre totes les peces al local, el museu va obrir finalment les portes al públic el 28 de juny de 1879. El 1882 la Galeria d'Art (Art Gallery) es va annexar i a partir de 1883 el museu disposà subministrament d'electricitat per la il·luminació de nou.
El 1936 El museu va ser rebre una important col·lecció de pintures d'art compilades des de feia 50 anys per Alfred E. Goodey. Va deixar també una herència de £13.000 al morir per construir una ampliació del museu. L'ampliació, que ara alberga el museu, es va completar el 1964. En el període 2010-2011, es van rehabilitar diferents zones del museus tant de la part antiga com de la nova.

## Habitació del príncep Carles Eduard

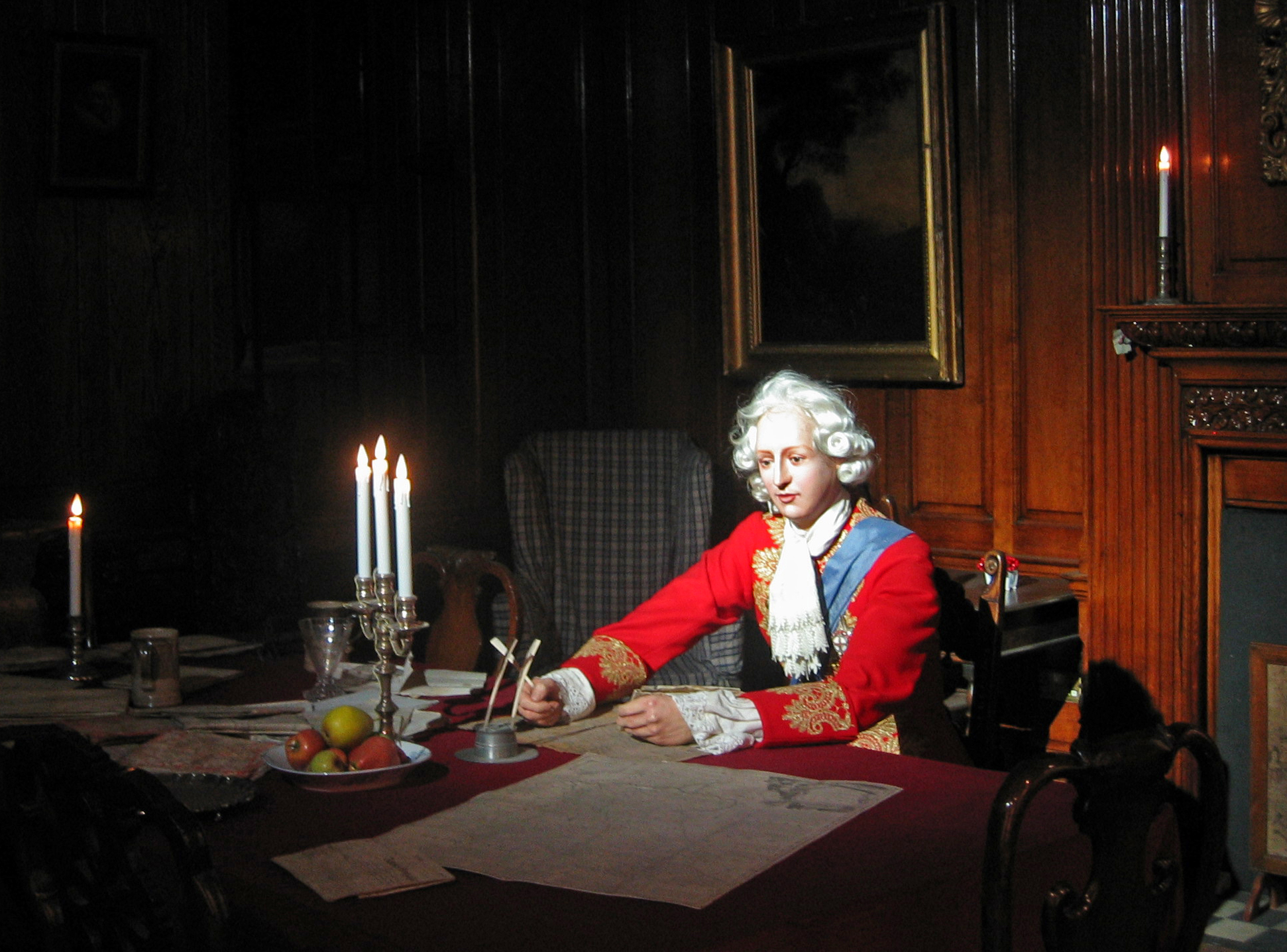
La rèplica de l'habitació del príncep Carles Eduard.

El museu compta amb una rèplica de l'habitació on el príncep Carles Eduard Stuart va celebrar la seva consell de guerra el 1745 a Derby. Allí es va veure obligat a ordenar una retirada cap al nord de Derby. El revestiment de fusta és de l'original Exeter House, que va ser enderrocada l'any 1854. En el moment de la demolició, els panells de roure van ser comprats pel museu, que després va rebre els objectes relacionats en forma de donacions. La Reina Victòria del Regne Unit el 1873 va enviar una carta original de Carles Eduard Stuart (Bonnie Prince Charlie) de la seva pròpia col·lecció com a regal a la ciutat de Derby.

## Altres col·leccions
A banda de la col·lecció de Wright, el museu també alberga obres d'artistes com E.E. Clark, Harold Gresley, Alfred John Keene, David Payne, George Turner, Ernest Townsend, George Francis Yarnell, Samuel i Louise Rayner.